# Peter Hjelm
Peter Jacob Hjelm (ur. 2 października 1746 r. w Smålandzie, zm. 7 października 1813 r. w Sztokholmie) – szwedzki chemik, znany z wyizolowania w 1781 r. pierwiastka molibdenu.

## Życiorys
Urodzony 2 października 1746 r. w dystrykcie Sunnerbo w Smålandzie. Studiował na uniwersytecie w Uppsali. Dobrze znał się i przyjaźnił z chemikiem Carlem Wilhelmem Scheele. W 1781 r. Scheele przysłał mu próbkę tlenku molibdenu, którą udało mu się pozyskać w wyniku traktowania kwasem minerału nazywanego molibdenitem. Hjelm zredukował tlenek za pomocą węgla, uzyskując tym samym pierwsze próbki metalicznego molibdenu. Rok później (1782 r.) Hjelm został specjalistą od analiz w Royal Mint w Sztokholmie, a dwa lata później został mianowany dyrektorem laboratoriów chemicznych w szwedzkim państwowym biurze górniczym.
Jego zainteresowania badawcze obejmowały mineralogię, metalurgię i chemię przemysłową. Oprócz pierwszego wyizolowania molibdenu jego osiągnięciem była także obserwacja, że surówka pozyskana z rudy żelaza zawierającej mangan (którą uzyskał w 1781 r.), pozwala na produkcję lepszej jakości stali.